# جون كينيدي (لاعب كرة قدم بريطاني)
جون كينيدي (بالإنجليزية: John Kennedy)‏ (19 أغسطس 1978 في المملكة المتحدة - ) هو لاعب كرة قدم بريطاني في مركز الوسط. لعب مع إيبسويتش تاون وHiston F.C. ‏ وكانفي آيلاند ونادي كامبريدج ستي وبري تاون ونادي موركامب.

## وصلات خارجية
- جون كينيدي على موقع قاعدة بيانات كرة القدم.إي يو (الإنجليزية)
- جون كينيدي على موقع Soccerbase.com (لاعب) (الإنجليزية)